# De Châtel Rudolf
De Châtel Rudolf (Budapest, 1938. július 9. – Budapest, 2014. június 12.) magyar kutató orvos, belgyógyász, nefrológus, az orvostudományok doktora. Kutatási területe a belgyógyászaton belül a nátrium-anyagcsere jellemzői és a vérnyomás viszonya. A hipertónia neves kutatója. 1991 és 1997 között a Semmelweis Orvostudományi Egyetem Általános Orvostudományi Kar dékánja. 1993 és 2003 között az I. számú Belgyógyászati Klinika igazgatója. Felesége volt Gyöngyössy Katalin színésznő.

## Életpályája
Német és francia elődökkel rendelkező család sarjaként született. Édesanyja holland, édesapja De Châtel Andor reumatológus volt. Testvérei, De Châtel Péter fizikus és Krisztina koreográfus Hollandiában élnek. Középiskolai tanulmányait a budapesti József Attila Gimnáziumban végezte, ahol 1956-ban érettségizett. Ezután felvették a Budapesti Orvostudományi Egyetemre, ahol 1962-ben szerzett orvosi doktorátust. Diplomájának megszerzését követően az egyetem Élettani Intézetében kapott állást. 1969-ben átkerült Magyar Imre javaslatára az I. számú Belgyógyászati Klinikára. 1973-ban osztályvezető orvossá nevezték ki, a nefrológia-hipertónia szakrendelés vezetője lett. Emellett az egyetemen is tanított, 1991-ben kapta meg egyetemi tanári kinevezését. Ugyanebben az évben az egyetem Általános Orvostudományi Karának dékánjává választották, ebben a pozíciójában 1994-ben megerősítették. A kart 1997-ig vezette. Eközben 1993-ban a klinika igazgatója is lett, amit tíz éven keresztül vezetett. 2008-ban emeritálták. Magyarországi munkája mellett 1974–1975-ben Bernben volt vendégkutató.
1978-ban védte meg az orvostudomány kandidátusi, 1991-ben akadémiai doktori értekezését. Az MTA Klinikai Tudományos Bizottságának lett tagja. 1994 és 2000 között a Magyar Tudományos Akadémia Közgyűlésének doktori képviselője volt. 1989 és 1996 között a Magyar Orvosi Kamara nemzetközi bizottságának elnöke, 1992 és 1996 között a Magyar Ösztöndíj Bizottság tagja volt. Ezenkívül 1989 és 1995 között a Magyar Belgyógyász Társaság főtitkára is volt, majd megválasztották a társaság elnökévé. 1994 és 1998 között a Korányi Társaságot is vezette, valamint 1994 és 2000 között a Magyar Hipertónia Társaság alelnökeként is tevékenykedett. 2001 és 2010 között a társaság elnöke volt. 1993-tól az Orvostovábbképző Szemle című tudományos folyóirat szerkesztőbizottságának elnöke. Ugyanebben az évben a salzburgi Európai Tudományos és Művészeti Akadémia tagjává választotta.

## Családja
A felesége volt Gyöngyössy Katalin színésznő, akitől született a lánya, De Châtel Andrea.

## Díjai, elismerései
- Gömöri Pál-emlékérem (1992)
- Akadémiai Díj (1994)
- Szent-Györgyi Albert-díj (1997)
- A Magyar Köztársasági Érdemrend lovagkeresztje (2003)
- A Magyar Érdemrend középkeresztje (2014)

## Főbb publikációi
- The effect of isopropyl-noradrenaline on renal haemodynamics (társszerző, 1968)
- Interrelations between blood pressure, blood volume, plasma renin and urinary catecholamines during beta-blockade in essential hypertension (társszerző, 1976)
- Sodium, renin, aldosterone, catecholamines, and blood pressure in diabetes mellitus (első szerző, 1977)
- Alpha and beta adrenergic blockade with orally administered labetalol in hypertension. Studies on blood volume, plasma renin and aldosterone and catecholamine excretion (társszerző, 1978)
- Hipertónia (első kiadás 1983)
- Exchangeable body sodium: its relationship with blood pressure and atrial natriuretic factor in patients with Diabetes Mellitus (első szerző, 1986)
- Atrial natriuretic peptide (ANP) in patients with chronic renal failure on maintenance haemodialysis (első szerző, 1991)
- Gyógyszeres terápia (szerk., 1993)
- Nephrologia (szerk., 1994)
- Production of ouabain by rat adrenocortical cells (társszerző, 1996)
- Interactions between ouabain atrial natriuretic peptide, angiotensin-II and potassium: Effects on rat zona glomerulosa aldosterone production (társszerző, 1998)
- p53 mutations in hairy cell leukemia (társszerző, 2000)
- Circulating and cardiac levels of apelin, the novel ligand of the orphan receptor APJ, in patients with heart failure (társszerző, 2003)
- The effects of strontium ranelate on the risk of vertebral fracture in women with postmenopausal osteoporosis (társszerző, 2004)
- Az „Éljen 140/90 alatt” program kardiovaszkuláris kockázatcsökkentő eredményei – 2005–2011 (társszerző, 2012)